# Presens (musikalbum)
Presens är ett studioalbum av Janne Schaffer från 1980.

## Låtlista
1. Herr allansson pickles
2. Neondimma
3. March från tornhuven
4. Morgondagens skuggor lättar
5. Tungan
6. Ictus
7. Dans från vettet
8. Öppna ögon
9. Diesire